# 莫諾湖

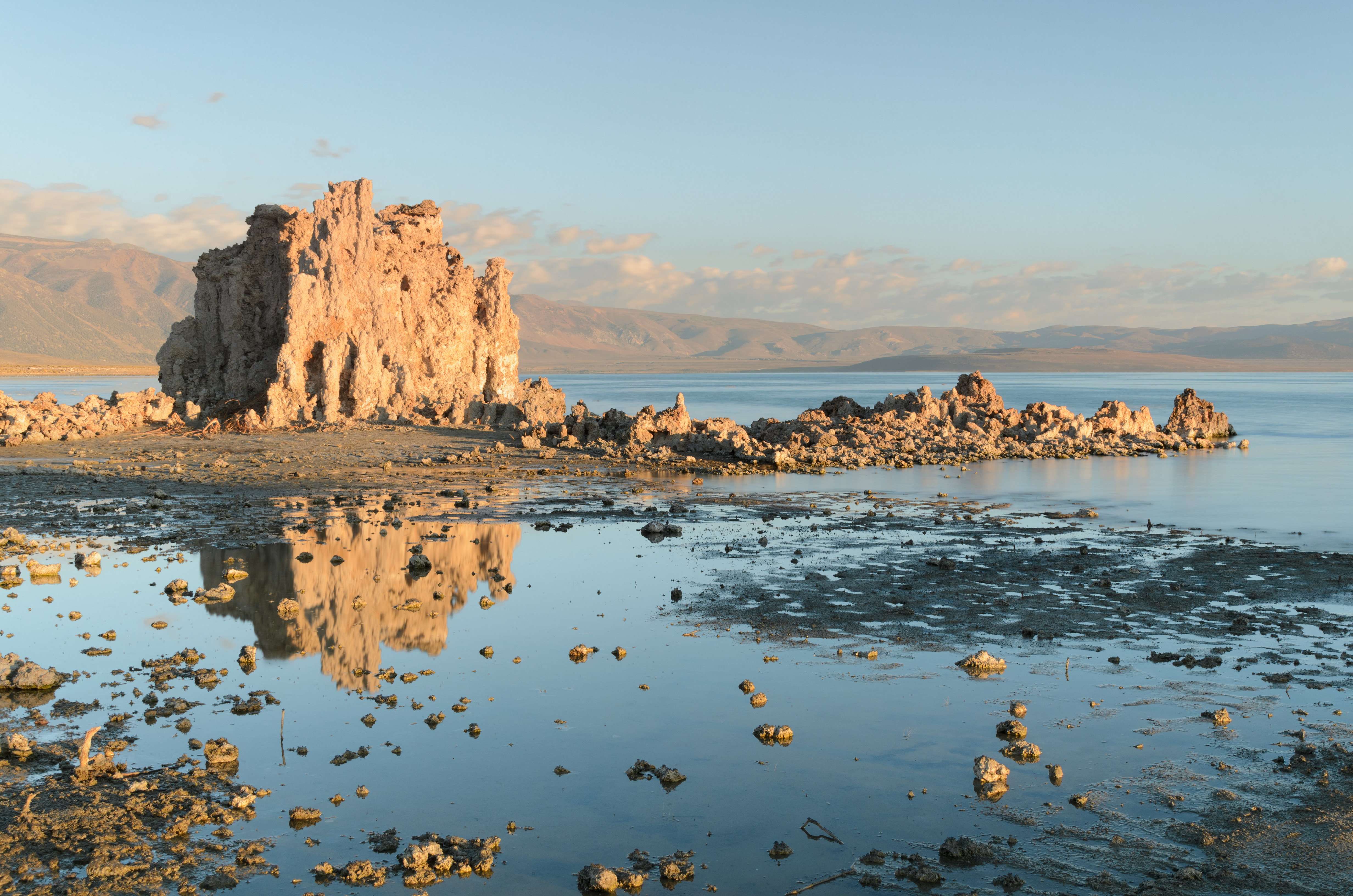
莫諾湖著名的“图法”（英文：tufa）

莫諾湖（英語：Mono Lake）位於美國加州莫诺县，形成于至少760,000年前。
莫諾湖在優勝美地國家公園附近，臨近內華達山脈，面積約60平方英里（160平方），因地居偏遠，少有人知。是北美最古老的湖泊之一，湖水沒有出口，全靠蒸發，因此湖內留下大量鹽礦，鹽度是一般海水的兩倍以上。
这个沙漠湖一个不同寻常的生态系统，盐水虾茁壮成长在这个水域，每年有200万候鸟在这里筑巢栖息，虾是它们的食物来源。
1983年2月，加州的最高法院根據「公眾信任原則」作出裁決，宣布洛杉磯市對於莫諾湖流域內的引水方法要服從公眾信任。